# Ітамі
Ітамі (яп. 伊丹市) — місто в Японії, в префектурі Хьоґо.
В Ітамі народився відомий японський письменник - фантаст Косю Тані. 